# Sarah Burton

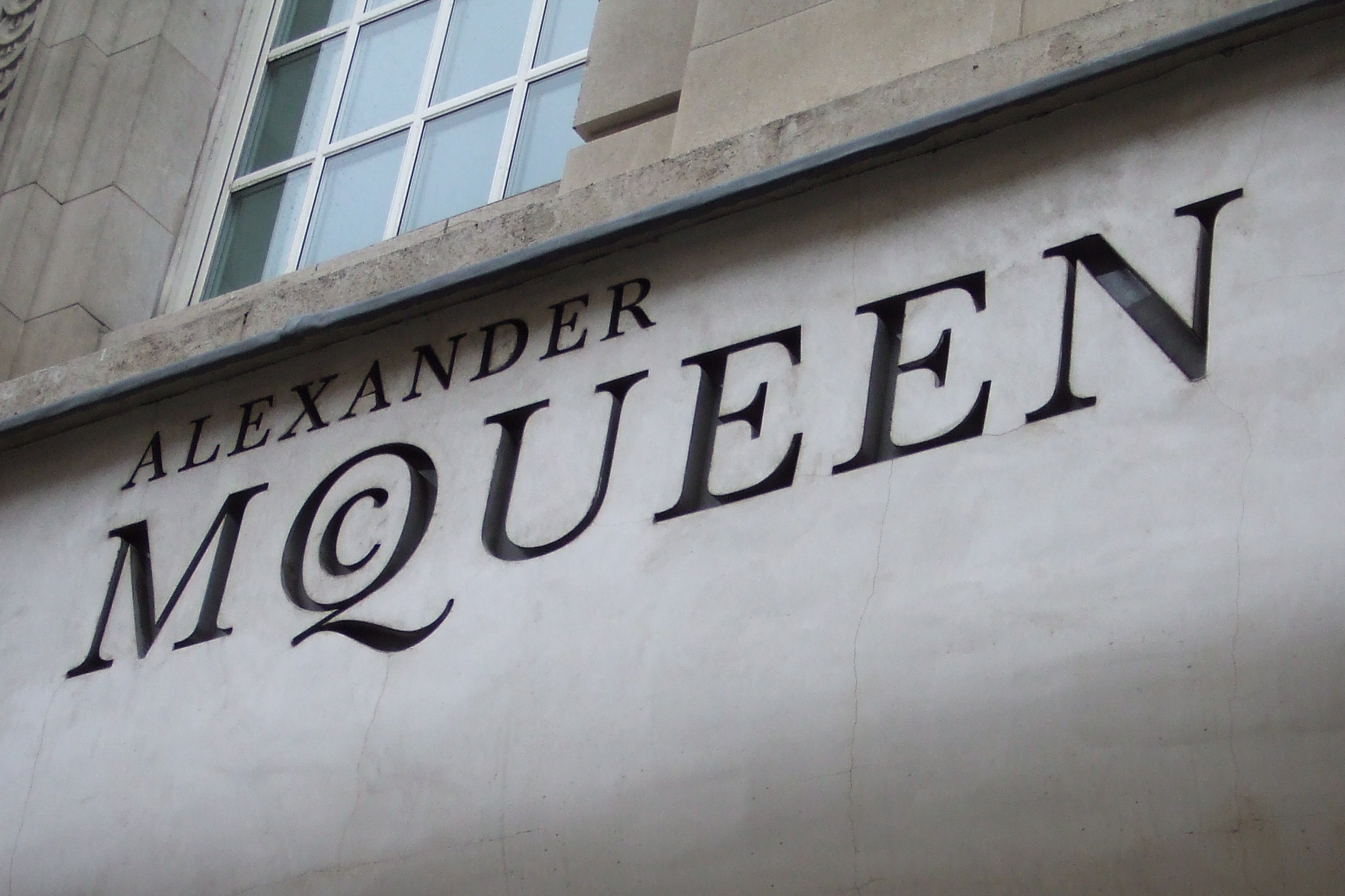
Alexander McQueen Logo am Londoner Flagshipstore

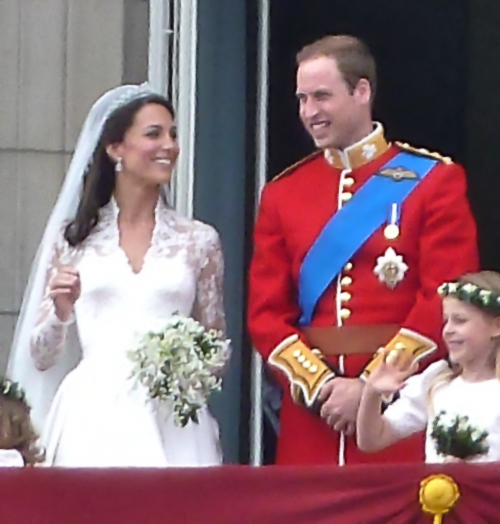
Kate Middleton in einem Brautkleid von Sarah Burton mit Prinz William, 2011

Sarah Jane Burton, OBE (geborene Heard; * 1974 in Macclesfield, Cheshire, England) ist eine britische Modeschöpferin und war von 2010 bis 2023 Kreativdirektorin des britischen Modehauses Alexander McQueen. Seit September 2024 ist Burton Kreativdirektorin der französischen Modemarke Givenchy.

## Leben
Burton wuchs mit vier Geschwistern in Manchester auf und besuchte die dortige Withington Girls’ School. Ihr Studium am Central Saint Martins College of Art and Design, für das sie Anfang der 1990er Jahre nach London gezogen war, schloss sie 1997 ab.
Sie arbeitete bereits ab 1996, noch während ihres Studiums und zunächst als Praktikantin, für den britischen Modeschöpfer Alexander McQueen (1969–2010), wurde nach ihrem College-Abschluss von McQueen übernommen und im Jahr 2000 zur Designerin der Damenkollektion bestellt. Nach McQueens Freitod im Februar 2010 nahm Burton seinen Platz als Designerin und Kreativdirektorin des Modehauses Alexander McQueen ein. Ihre erste eigene Kollektion für das Haus Alexander McQueen stellte sie im Herbst 2010 bei den Damenmodenschauen in Paris vor.
Im Frühjahr 2011 kreierte Burton das Brautkleid für Kate Middleton anlässlich deren Hochzeit mit Prinz William sowie das Abendkleid für die Braut und das Brautjungfernkleid für Middletons Schwester Pippa.
Im November 2011 erhielt Burton bei den British Fashion Awards die Auszeichnung „Designer des Jahres“. Mitte Juni 2012 wurde sie für ihre Verdienste um die britische Modeindustrie in den britischen Ritterorden aufgenommen.
Am 30. September 2023 zeigte sie mit der Spring/Summer 2024 Kollektion die letzte, die sie für das Modehaus nach 13 Jahren als dessen Kreativdirektorin verantwortete. Supermodel Naomi Campbell beendete die Fashion Show.
Seit September 2024 ist Burton die neue Kreativdirektorin von Givenchy. Dort ist sie für die kreative Leitung aller Damen- und Herrenkollektionen verantwortlich. Burtons erste Kollektion unter der französischen Modemarke feierte auf der Paris Fashion Week im März 2025 Premiere.
Burton lebt mit ihrem Mann, dem Fotografen David Burton, im Londoner Stadtteil St. John’s Wood.